# تيموثي نوتشي
تيموثي نوتشي (بالإيطالية: Timothy Nocchi)‏ (7 يوليو 1990 في إيطاليا ) هو لاعب كرة قدم إيطالي في مركز حراسة المرمى. لعب مع نادي بادوفا ونادي برو فيرتشيلي ونادي سبيزيا ونادي كاربي ويوفنتوس وUS Poggibonsi ‏ وGSD Rosignano Sei Rose ‏ وكارسو كالتشيو ‏ ويوفي ستابيا.

## وصلات خارجية
- تيموثي نوتشي على موقع قاعدة بيانات كرة القدم.إي يو (الإنجليزية)
- تيموثي نوتشي على موقع Soccerway.com (الإنجليزية)
- تيموثي نوتشي على موقع AS.com (الإسبانية)